# 埃米尔·阿道夫·冯·贝林

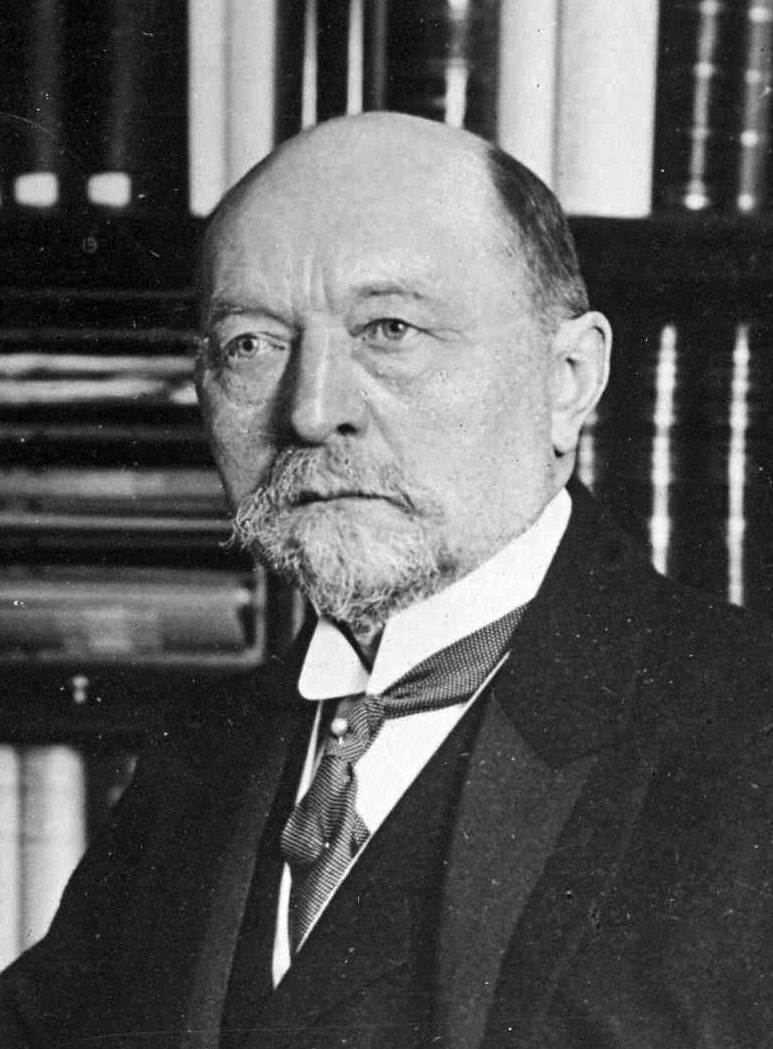
埃米尔·阿道夫·冯·贝林

埃米尔·阿道夫·冯·贝林（德語：Emil Adolf von Behring，又译艾摩·阿道夫·比瑞格，1854年3月15日—1917年3月31日）是一位德国医学家、细菌学家和血清学家。他因研究了白喉的血清疗法而获得1901年首届诺贝尔生理学或医学奖。

## 生平
贝林出生在当时普鲁士王国西普鲁士罗森堡县中的一个小村汉斯朵夫（今属波兰）。他共有12个兄弟姐妹，他排行第五。他的父亲是一位贫穷的乡村教师。由于他小时候就已经通过优秀的成绩显示出了他的天才，因此通过不同的奖学金他得以中学毕业。由于他无法继续获得奖学金来读他想读的医学，因此他决定从军，学习军医。作为军医学生他的学期也同时是服役期，因此可以获得薪水。
1874年10月2日他进入柏林的威廉皇帝军医学院。1878年他获得博士学位。1889年他受罗伯特·科赫邀请进入柏林传染病研究所。1890年他在这里奠定了血清疗法的基础，並发现了破傷風抗毒素。从1891年开始他开始研究白喉的抗毒素，在这项工作中他获得了保羅·埃利赫的帮助。他的成果最终使得这个当时往往致命的疾病终于被征服了。
从1892年开始普鲁士文化部试图为贝林找到一个大学教授的位置，这样他在工作时有更大的自由，可以为自己找研究经费。由于贝林与科赫之间有意见分歧，因此此举更加紧迫。1894年至95年的冬季学期里贝林被授任为哈雷大学卫生特聘教授。
1895年贝林获得了马尔堡大学卫生研究所教授和领导的职务。1904年贝林工厂（今天德灵公司的前身之一）在这里建立。1917年他在马尔堡因肺炎逝世。
由于他在血清疗法和被动免疫上的研究，尤其是在对白喉治疗的贡献于1901年被授予首枚诺贝尔生理学或医学奖，并被封为贵族。